# Republika svatého Marka

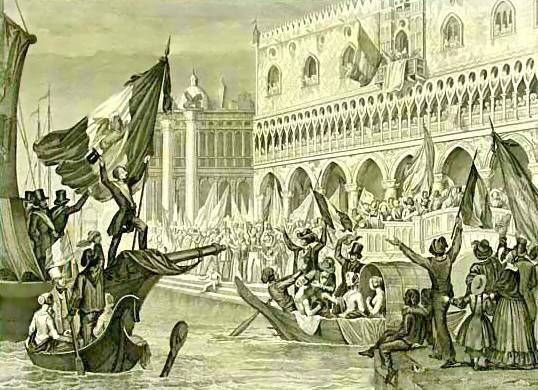
Vyhlášení Republiky svatého Marka 22. března 1848

Republika svatého Marka (italsky Repubblica di San Marco), označovaná také jako Benátská republika, byl mezinárodně neuznaný politický útvar, existující v zásadě na území historického benátského pevninského území terraferma od 22. března 1848 do 22. srpna 1849. Vznikl v rámci revolucí „jara národů“ povstáním proti rakouské nadvládě. Zanikl po delším obléhání Benátek poté, co rakouské síly pod vedením maršála Radeckého zvítězily v první italské válce za nezávislost a opět ovládly severní Itálii. Vůdci Republiky svatého Marka byli Daniele Manin a Niccolò Tommaseo. Název republiky vyjadřoval návaznost na starobylou Benátskou republiku, zničenou Napoleonem, ústava ovšem nekopírovala oligarchický charakter staré „Serenissimy“.